# NGC 2641
NGC 2641 é uma galáxia lenticular (S0) localizada na direcção da constelação de Ursa Major. Possui uma declinação de +72° 53' 47" e uma ascensão recta de 8 horas, 47 minutos e 57,4 segundos.
A galáxia NGC 2641 foi descoberta em 30 de Setembro de 1802 por William Herschel.